# Beduini

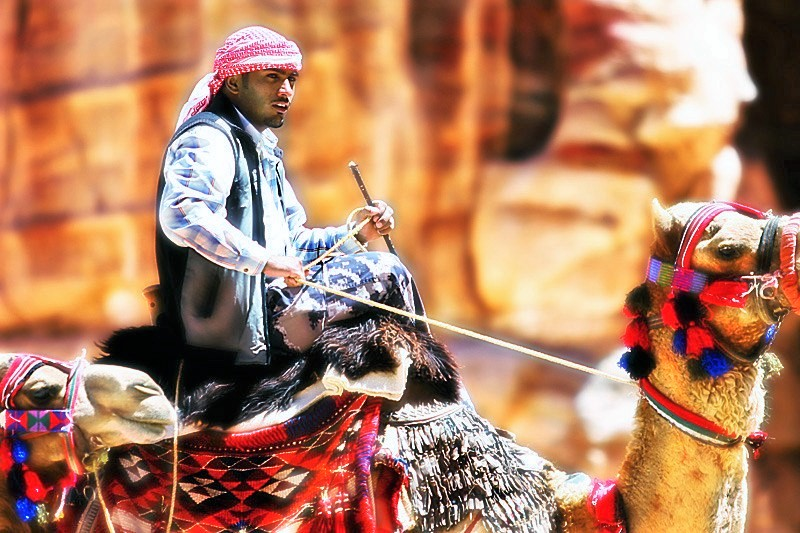
Immagine di un beduino

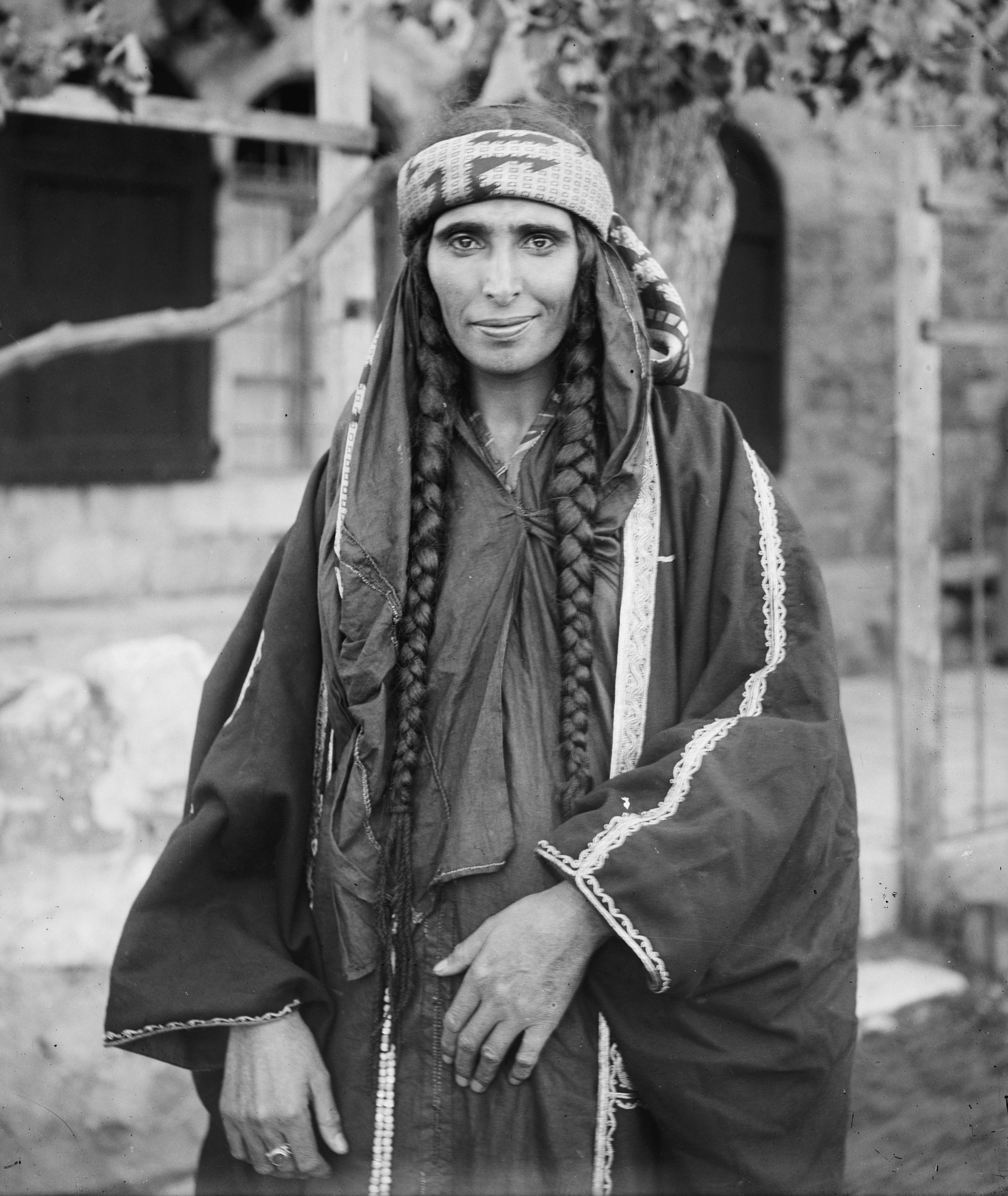
Donna beduina a Gerusalemme nei primi anni del XX secolo

I beduini (in arabo badawiyyīn, che significa "abitanti della bādiya", ossia del deserto) sono un popolo nomade dedito all'allevamento transumante nelle regioni steppose del Nordafrica, della penisola araba, della Siria e della Palestina.

## Organizzazione sociale e stili di vita

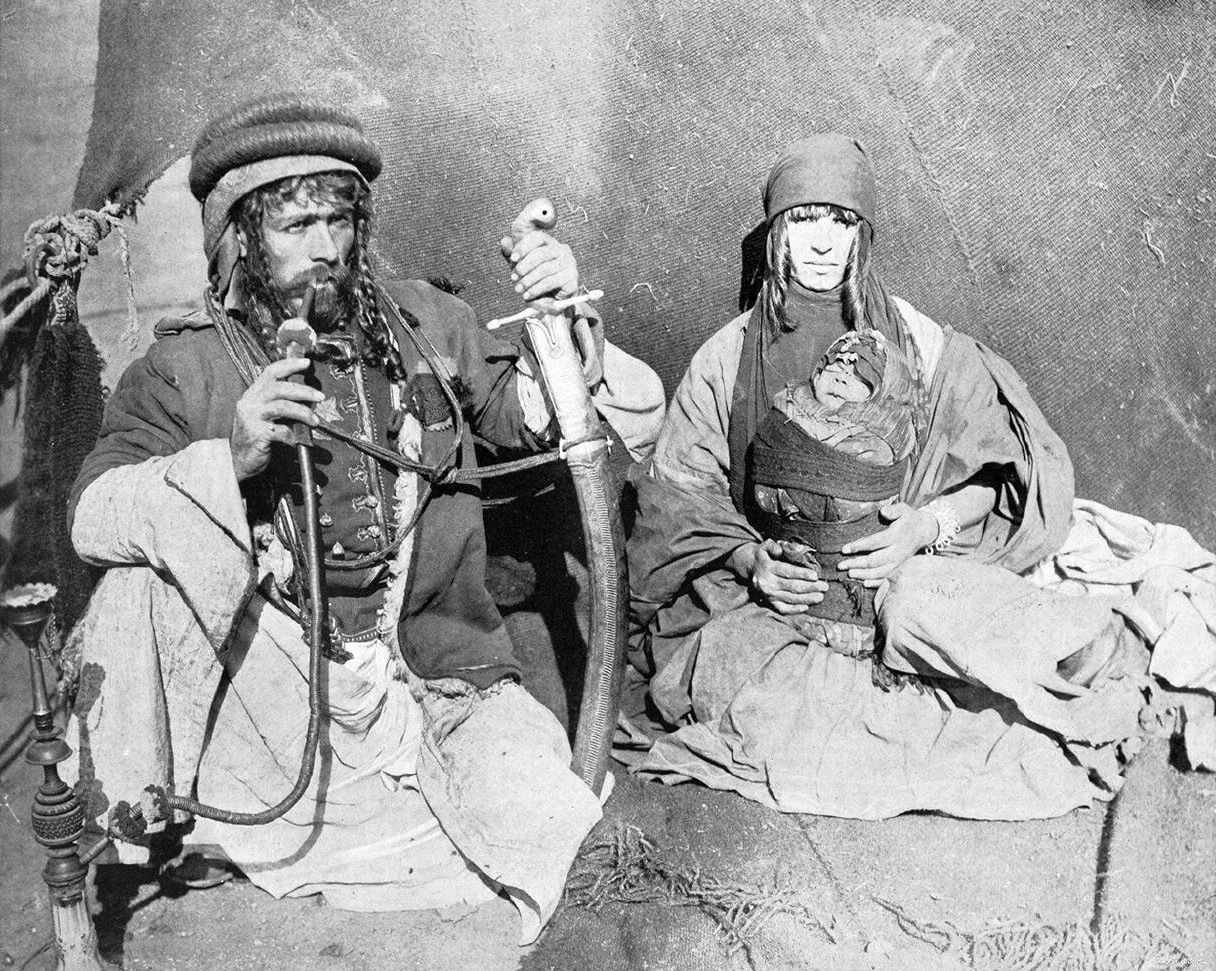
Beduini siriani, 1893.

Il popolo beduino è diviso in tribù. La tribù è suddivisa a sua volta in clan composti da grandi famiglie nelle quali vige il patriarcato.
Il capo del clan o della tribù è sempre uno sceicco, cioè l'elemento più abile, saggio o ricco del gruppo. 
Le donne godono di maggior libertà che non quelle di altri popoli nomadi; vivono nella stanza loro assegnata ma possono muoversi a piacere, allontanarsi, mangiare con gli uomini e tenere il volto scoperto.
Essendo un popolo nomade sono dediti all'allevamento transumante del bestiame. Durante le soste, quando il gruppo si trasferisce da un luogo all'altro, le donne raccolgono radici, erbe, bacche e locuste, che vengono essiccate e conservate per i periodi di magra; gli uomini invece si dedicano alla caccia.

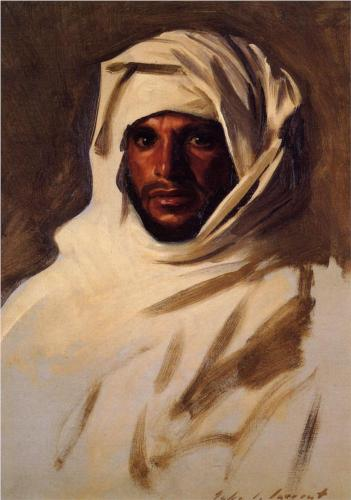
Un arabo beduino, dipinto di John Singer Sargent, 1891

In alcuni villaggi e nelle oasi i beduini acquistano (se dispongono di denaro) grano, caffè, tè, tabacco, armi e quegli oggetti che non sono in grado di procurarsi in altro modo.
L'unica occupazione ritenuta veramente nobile dai beduini era in passato la guerra, le altre venivano considerate meno importanti. Le armi di cui disponevano i beduini erano, oltre al fucile, il pugnale e la sciabola ricurva; molti però anche negli ultimi conflitti usarono ancora la lancia, lo scudo e la cotta a maglie di ferro. Attualmente i beduini, in particolare in Egitto ed in Giordania, hanno trovato un nuovo scopo nel turismo. Nel deserto del Wadi Rum gestiscono escursioni e campi tendati, che sono interessanti per conoscere un tipo di turismo più essenziale, e sono i custodi e le guide del sito archeologico di Petra.

## Religione
Nella tradizione islamica i beduini non sono annoverati fra i migliori credenti. Troppo attaccati ancora ai loro valori tradizionali, essi sarebbero quindi musulmani tiepidi ed infidi, pronti a tornare al paganesimo alla prima occasione in cui ciò dovesse loro arrecare qualche vantaggio.
Il profeta Maometto visse nondimeno la sua infanzia fra i beduini, affidato alla sua balia Ḥalīma bint ʿAbd Allāh, dei Banu Saʿd b. Bakr, che effettuava una piccola transumanza all'interno della sola regione del Hijāz. In qualche modo la contraddizione riguardante i beduini rimarrà sempre viva nella cultura islamica per la quale i beduini sono certamente uomini vigorosi per il fatto di vivere in un ambiente sano e salubre (malgrado le difficoltà dell'ambiente), ma schiavi dell'adab preislamico e della forza delle loro passioni, poco inclini ad essere regolate dalla pazienza (sabr) che ogni buon musulmano deve coltivare.
Presso i beduini del nord sono molto diffuse le pratiche religiose, il sacrificio degli animali, i riti di virilità. I beduini conducevano una vita nomade (cambiando di volta in volta la loro posizione), erano divisi in tribù e si dedicavano alla pastorizia. In alcuni casi, per procurarsi il necessario, ricorrevano alla razzia rapinando i pacifici contadini che vivevano nelle oasi. Molti erano mercanti e percorrevano le vie carovaniere che attraversavano l'intera Arabia, trasportando merci spesso molto pregiate.
In Giordania, una parte della comunità beduina è di religione cristiana.